# 若望九世
教宗若望九世（拉丁語：Ioannes PP. IX；？—900年）天主教会第116代教宗。於897年12月或898年1月－900年1月至5月出任教宗。
若望九世是意大利蒂沃利人。德奥二世死后，若望九世和思齐三世都声称自己是新教宗。思齐三世后来被绝罚及被赶出罗马。898年1月若望九世登位为新任教宗。900年1月去世。

## 譯名列表
- 若望九世：天主教香港教區禮儀委員會：禧年專頁 （页面存档备份，存于）、香港天主教教區檔案　歷任教宗、《大英簡明百科知識庫》2005年版、國立編譯舘 （页面存档备份，存于） 作若望。
- 约翰九世：《世界人名翻譯大辭典》1993年版作約翰。